# Folarin II
Folarin II è il settimo album in studio del rapper statunitense Wale, pubblicato nel 2021.

## Tracce
1. New Balances – 3:06
2. Name Ring Bell – 3:08
3. Poke It Out (featuring J. Cole) – 3:03
4. Tiffany Nikes – 2:12
5. Caramel – 3:21
6. Fluctuate – 3:53
7. Light Years (featuring Rick Ross) – 3:53
8. Angles (featuring Chris Brown) – 3:28
9. Dearly Beloved (featuring Jamie Foxx) – 1:49
10. More Love (featuring Hot Sauce of Backyard Band and Shawn Stockman) – 3:13
11. Jump In (featuring Lil Chris of TOB) – 3:31
12. Down South (featuring Maxo Kream and Yella Beezy) – 3:59
13. Extra Special (featuring Ant Clemons) – 2:45
14. Fire & Ice – 2:36
15. Beverly Blvd – 3:50